# Odznaka za Walkę Wręcz
Odznaka za Walkę Wręcz (niem. Nahkampfspange) – niemieckie odznaczenie wojskowe z czasów II wojny światowej ustanowione 25 listopada 1942 roku i przyznawane za udział w walce wręcz lub walce na krótkim dystansie. Odznaka była przeznaczona głównie dla piechoty, ale kwalifikowały się do niej również inne jednostki naziemne Heer (wojsk lądowych), Waffen-SS, Luftwaffe i Fallschirmjäger.

## Ustanowienie i zasady nadawania
Odznaka była przyznawana w trzech klasach :
- brązowa za 15 walk wręcz;
- srebrna za 25 walk wręcz;
- złota za 50 walk wręcz.

Walki wręcz były liczone od 1 grudnia 1942 roku, ale wcześniejsza długa służba na froncie wschodnim była wliczana do odznaczenia, przy czym 15 kolejnych miesięcy liczono jako 15 dni walki; 12 miesięcy jako 10 dni; a 8 miesięcy jako 5 dni.
W przypadku osób, które otrzymały rany uniemożliwiające powrót do służby, istniała możliwość przyznania odznaki po 10, 20 i 40 walkach.
W toku wojny wprowadzono szereg zmian w kryteriach przyznawania odznaki:
- od 4 sierpnia 1944 roku do odznaczenia mogły być zaliczane tylko akcje na linii frontu, podczas gdy walki na tyłach przeciwko partyzantom przyznawano Odznakę za Walkę z Bandami[7];
- od 30 sierpnia 1944 roku osoby, które otrzymały złotą odznakę, otrzymywały zazwyczaj również Krzyż Niemiecki w Złocie; a osoby, które otrzymały srebrną odznakę, otrzymywały Krzyż Żelazny I klasy, w obu przypadkach bez potrzeby osobnego uzasadnienia[8];
- od 8 października 1944 roku osoby, które otrzymały złotą odznakę, otrzymywały również 21 dni urlopu[7].

Złota Odznaka za Walkę Wręcz była często postrzegana z większym szacunkiem niż Krzyż Rycerski Krzyża Żelaznego przez niemieckich żołnierzy, a sam Adolf Hitler zastrzegł sobie prawo do osobistego nadawania odznaki tej klasy. Spośród około 18–20 milionów żołnierzy Wehrmachtu i Waffen-SS, 36 400 otrzymało brązową odznakę, 9500 srebrną, a tylko 631 złotą.

## Projekt i zasady noszenia

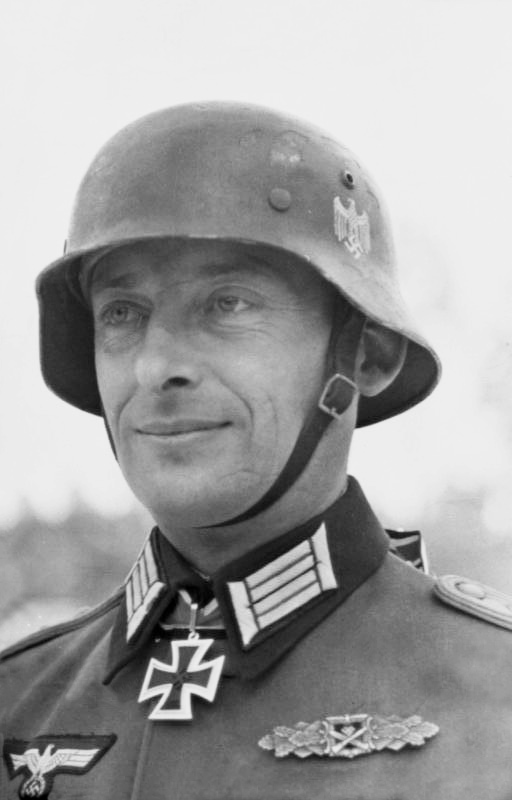
Oficer Wehrmachtu odznaczony Odznaką za Walkę Wręcz i Krzyżem Rycerskim

Odznakę noszono nad lewą kieszenią munduru, nad pasem baretek. Noszono tylko jedną odznakę, najwyższej otrzymanej klasy. Odznaka była odlewana ciśnieniowo i wykonana z tombaku lub później z cynku. Projekt wszystkich trzech klas był taki sam, z centralnym elementem składającym się z orła i swastyki, które zwieńczały skrzyżowany bagnet i granat ręczny otoczone gałązkami z liści dębu, przeplataną efektem promieni słonecznych. Odznaka była lekko zakrzywiona i miało wymiary 9,7 cm na 2,6 cm.
Odznaczenia z czasów nazistowskich zostały początkowo zakazane przez powojenną Republikę Federalną Niemiec. W 1957 roku wiele odznaczeń wojskowych z czasów II wojny światowej, w tym Odznaka za Walkę Wręcz, zostało przeprojektowanych w celu usunięcia orła i swastyki, a następnie ponownie dopuszczonych do noszenia przez odznaczonych weteranów. Członkowie Bundeswehry nosili odznakę na pasie baretek, reprezentowaną przez miniaturkę na szarej wstążce.

### Wersja Luftwaffe
Od momentu powstania Odznaki za Walkę Wręcz żołnierze oddziałów naziemnych Luftwaffe i spadochroniarze także kwalifikowali się do odznaczenia nią. W listopadzie 1944 roku zatwierdzono wersję Luftwaffe, stosując te same kryteria nadawania i trójstopniowy podział. Odznaka przedstawiała wieniec laurowy umieszczony za orłem Luftwaffe trzymającym w szponach skrzyżowany bagnet i granat ręczny, pod którymi widnieje swastyka, wszystko w kolorze srebrnym. Centralny element został otoczony dwoma gałązkami liści dębu, w kolorze brązowym, srebrnym lub złotym, aby zaznaczyć odpowiednią klasę. Chociaż przyznawanie odznak dla Luftwaffe zostało autoryzowane i wydane świadectwa nadania, nie ma dowodów na to, że zostały one faktycznie wyprodukowane i wręczone komukolwiek przed końcem wojny.
Odznaka za Walkę Wręcz dla Luftwaffe była jednym z odznaczeń ponownie dopuszczonych do noszenia przez Republikę Federalną Niemiec w 1957 roku, zmodyfikowany projekt pomijał swastykę, ale zachowywał emblemat orła Luftwaffe.

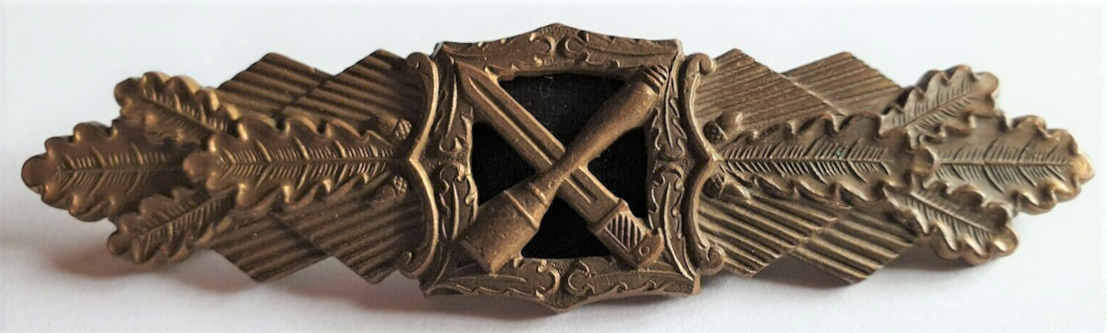
Wersja zdenazyfikowana
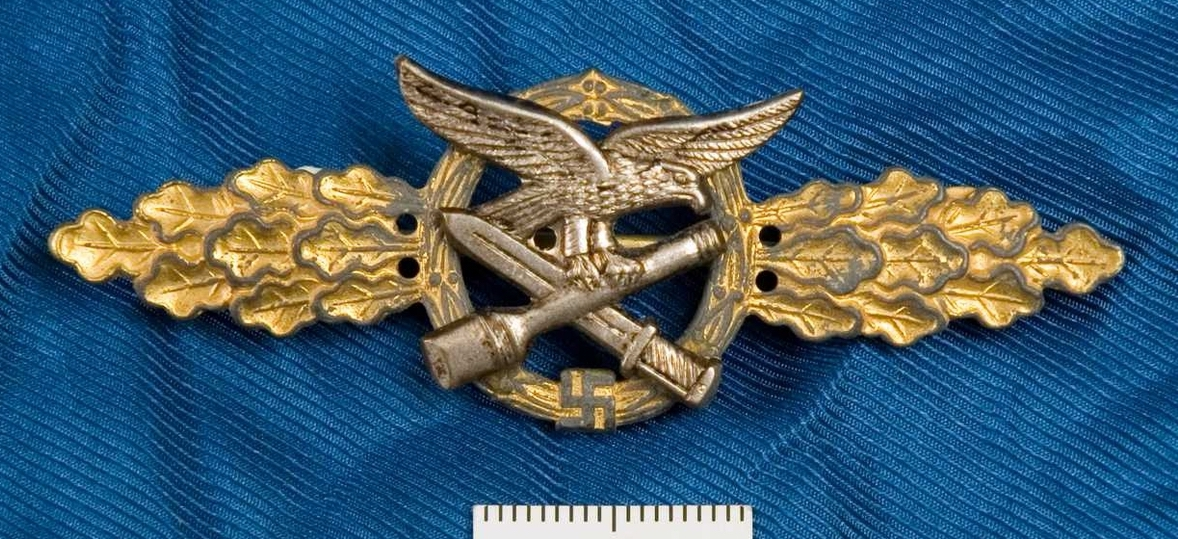
Wersja Luftwaffe